# Phaegorista zebra
Phaegorista zebra là một loài bướm đêm trong họ Erebidae.